# Shullsburg (Wisconsin)
Shullsburg es una ciudad ubicada en el condado de Lafayette en el estado estadounidense de Wisconsin. En el Censo de 2010 tenía una población de 1.226 habitantes y una densidad poblacional de 425,3 personas por km².

## Geografía
Shullsburg se encuentra ubicada en las coordenadas 42°34′24″N 90°13′56″O / 42.57333, -90.23222. Según la Oficina del Censo de los Estados Unidos, Shullsburg tiene una superficie total de 2.88 km², de la cual 2.88 km² corresponden a tierra firme y (0%) 0 km² es agua.

## Demografía
Según el censo de 2010, había 1.226 personas residiendo en Shullsburg. La densidad de población era de 425,3 hab./km². De los 1.226 habitantes, Shullsburg estaba compuesto por el 98.86% blancos, el 0.33% eran afroamericanos, el 0.24% eran amerindios, el 0.24% eran asiáticos, el 0% eran isleños del Pacífico, el 0% eran de otras razas y el 0.33% pertenecían a dos o más razas. Del total de la población el 2.37% eran hispanos o latinos de cualquier raza.